# Тите (футболен треньор)
Аденор Леонардо Бакши (на португалски: Adenor Leonardo Bacchi), по-известен като Тите, (на португалски се произнася близо до Чичи) е бивш бразилски футболист, играл като дефанзивен полузащитник. От 2016 до 2022 г. е старши треньор на националния отбор на Бразилия.

## Кариера

### Кариера като футболист
Дебютира във футбола през 1978 г. с екипа на Кашиас. Шест години по-късно преминава в Еспортиво. За сезон 1985 играе в Португеза. След това е футболист Гуарани, където завършва активната си спортна кариера през 1989 г. С този клуб печели сребърен медал от националното първенство през 1986 г.

### Кариера като треньор
Година след като приключва с активния футбол, Тите започва да се занимава с треньорство, поемайки Гуарани де Гарибалди. След това тренира последователно родния си тим – Кашиас, както и Веранополис, Ипиранга де Ерешим и Жувентуде.

#### Кашиас
През 1999 за втори път поема отбора на Кашиас. През сезон 1999/2000 изненадващо извежда отбора до титлата в щатското първенство, удържайки победа над Гремио.

#### Гремио
Година след успеха, Тите поема Гремио – отбора, който е победил година по-рано. Печели щатското първенство за втора поредна година с втори различен отбор. През същата година извежда тима си до триумф в турнира за Купата на Бразилия, като по пътя си отстранява последователно Вила Нова, Санта Круш, Флуминенсе, Сао Пауло и Коритиба, а на финала надиграва Коринтианс.
Последвато обаче две по-неуспешни години, заради което в крайна сметка напуска през 2003 г.

#### Сао Каетано
От 2003 до 2004 г. води Сао Каетано, като успява да класира „Сините птици“ за Копа Либертадорес.

#### 2004 – 2007
В периода между 2004 и 2006 година е треньор на Коринтианс, Атлетико Минейро и Палмейрас, а през 2007 г. за пръв път води отбор извън Бразилия – Ал Аин (ОАЕ).

#### Интернасионал
През 2008 година застава начело на Интернасионал. Феновете на отбора се обявяват против него, тъй като преди това е бил треньор на големия враг Гремио. В същата година достига до шесто място в бразилското първенство и печели Копа Судамерикана.
Година по-късно печели за пореден път в треньорската си кариера щатското първенство и достига до финал за Купата на Бразилия, изгубен от Коринтианс.
Стартът на сезон 2009 в бразилското първенство е силен, но въпреки това е уволнен на 5 октомври 2009 г.

#### Ал-Уахда и Коринтианс
През 2010 г. се завръща за втори път в ОАЕ и подписва договор с Ал-Уахда, но остава начело на тима за кратко, тъй като получава предложение да оглави Коринтианс за втори път.
Тите поема „Големия отбор“ в деликатен момент, когато вече е загубил шансове за титлата в Бразилия през сезон 2010. Въпреки това успява да стабилизира отбора и да го класира за Копа Либертадорес.
През 2011 г. триумфира в щатското първенство, но в турнира за Копа Либертадорес отпада след поражение с 0 – 2 от колумбийския Толима, което превръща „Timão“ в първия бразилски отбор, отпаднал в толкова ранна фаза. Отстраняването предизвиква масови протести на привържениците на тима, но въпреки всичко Тите остава треньор. След това играта отбора драстично се подобрява, което води до Шампонската титла в държавното първенство.
Добрата форма продължава и през 2012 година, като доказателство за това е историческото спечелване на Копа Либертадорес. Триумфът е подсладен още повече от спечелването на Световното клубно първенство, където са победени Ал-Ахли (Египет) и шампиона на Европа – Челси.
2013 обаче не е толкова успешна, и след като Коринтианс губи шансове за титлите в щатското и държавното първенство, както и за защита на Копа Либертадорес, Тите напуска през ноември 2013 година.

#### Завръщане в Коринтианс (2015 г.)
След като напуска отбора от Сао Пауло, Тите се посвещава на изучаването на футбола, като прекарва стажове при Арсен Венгер в Арсенал и Карло Анчелоти в Реал Мадрид. В това време медиите го свързват с треньорските постове на националните отбори на Япония и Бразилия.
На 15 декември 2014 г. ръководството на Коринтианс обявява, че Тите ще се завърне начело на отбора от сезон 2015. Впоследствие отборът става национален шампион за шести път в историята си, като таи кампания е най-успешната в историята на бразилския футбол.

#### Бразилия
През юни 2016 г. е представен като национален селекционер. На този пост заменя Карлос Дунга, който е уволнен след слабото представяне на „Селесао“ на Копа Америка Сентенарио. Стартът му като треньор на националния отбор е изключително силен, като в първите си 9 мача начело на отбора, Тите записва 9 победи.

## Успехи

### Като треньор
Веранополис
- Шампион на щатската втора дивизия (1): 1993

 Кашиас
- Щатски шампион (1): 2000

 Гремио
- Щатски шампион (1): 2001
- Носител на Купата на Бразилия (1): 2001

 Интернасионал
- Копа Судамерикана (1): 2008
- Щатски шампион (1): 2009
- Турнир Суруга Банк (1): 2009

 Коринтианс
- Шампион на Бразилия (2): 2011, 2015
- Копа Либертадорес (1): 2012
- Световен клубен шампион (1): 2012
- Щатски шампион (1): 2013
- Рекопа Судамерикана (1): 2013